# Liste der deutschen Botschafter im Libanon
Die Liste der deutschen Botschafter im Libanon listet die jeweils ranghöchsten konsularischen bzw. diplomatischen Vertreter des Deutschen Reichs, der Deutschen Demokratischen Republik und der Bundesrepublik Deutschland im Libanon auf. Sitz der Botschaft ist in Beirut.

## Deutsches Reich
Von 1927 bis 1939 waren die deutschen Missionschefs in Syrien für Libanon doppelakkreditiert.
| Name                                      | Amtszeit  | Anmerkungen   |
| ----------------------------------------- | --------- | ------------- |
| Paul Schröder                             | 1882–1885 | Konsul        |
| vakant?                                   | 1885–1888 |               |
| Paul Schröder                             | 1888–1909 | Generalkonsul |
| Max Hesse                                 | 1910–1917 |               |
| Friedrich-Werner Graf von der Schulenburg | Juli 1917 |               |
|                                           |           |               |
| Heribert Schwörbel                        | 1927–1931 |               |
| Kurt Ziemke                               | 1931–1933 |               |
| Johannes Kirchholtes                      | 1934–1935 |               |
| Ferdinand Seiler                          | 1935–1939 |               |
| 1939: Ende der diplomatischen Beziehungen |           |               |

## Deutsche Demokratische Republik
Diplomatische Beziehungen zwischen Libanon und der Deutschen Demokratischen Republik bestanden seit Ende 1972.
| Name            | Amtszeit  |
| --------------- | --------- |
| Gerhard Herder  | 1973      |
| Bruno Sedlaczek | 1973–1978 |
| Achim Reichardt | 1978–1981 |
| Bruno Sedlaczek | 1981–1986 |
| Horst Lindner   | 1986–1988 |
| Siegfried Löwe  | 1988–1990 |

## Bundesrepublik Deutschland
Die diplomatischen Beziehungen zwischen der Bundesrepublik und Libanon wurden 1953 aufgenommen.
| Name                                                    | Amtszeit  | Anmerkungen                            |
| ------------------------------------------------------- | --------- | -------------------------------------- |
| Herbert Nöhring                                         | 1953–1957 | Gesandter                              |
| Walter Hellenthal                                       | 1957–1960 | bis 1958 Gesandter, danach Botschafter |
| Hans Schwarzmann                                        | 1961–1964 |                                        |
| Kurt Munzel                                             | 1964–1965 |                                        |
| 1965–1972: Unterbrechung der diplomatischen Beziehungen |           |                                        |
| Walter Georg Nowak                                      | 1972      | Geschäftsträger a. i.                  |
| Johann Christian Lankes                                 | 1972–1975 |                                        |
| Rüdiger von Pachelbel                                   | 1975–1979 |                                        |
| Horst Schmidt-Dornedden                                 | 1979–1982 |                                        |
| Tono Eitel                                              | 1982–1987 |                                        |
| Wolfgang Göttelmann                                     | 1987–1990 |                                        |
| Peter Kiewitt                                           | 1990–1993 |                                        |
| Wolfgang Erck                                           | 1993–1997 |                                        |
| Peter Wittig                                            | 1997–1999 |                                        |
| Gisela Kaempffe-Sikora                                  | 2000–2003 |                                        |
| Günter Rudolf Knieß                                     | 2003–2005 |                                        |
| Marius Haas                                             | 2005–2007 |                                        |
| Hansjörg Haber                                          | 2007–2008 |                                        |
| Birgitta Maria Siefker-Eberle                           | 2009–2013 |                                        |
| Christian Clages                                        | 2013–2015 |                                        |
| Martin Huth                                             | 2015–2018 |                                        |
| Georg Birgelen                                          | 2018–2020 |                                        |
| Andreas Kindl                                           | 2020–2023 |                                        |
| Kurt Georg Stoeckl-Stillfried                           | seit 2023 |                                        |

## Belege
1. 1 2 3  Tobias C. Bringmann: Handbuch der Diplomatie 1815–1963. Auswärtige Missionschefs in Deutschland und deutsche Missionschefs im Ausland von Metternich bis Adenauer. Saur, München 2001, ISBN 3-598-11431-1.
2. ↑  Kabinettsprotokolle: 165. Kabinettssitzung am Donnerstag, dem 20. Mai 1965. Punkt [A], Kommentar 8. Abgerufen am 12. Dezember 2023.
3. ↑  Kabinettsprotokolle: 119. Kabinettssitzung am Mittwoch, dem 19. Juli 1972. Punkt [G], Kommentar 17. Abgerufen am 12. Dezember 2023.